# هربرت أوتو جيل
هربرت أوتو جيل (26 ديسمبر 1966 8 مارس 1897) قائد شوتزشتافل رفيع المستوى في الحقبة النازية. قاد فرقة إس إس بانزر فيكينج خلال الحرب العالمية الثانية. حصل جيل على وسام الفارس الصليبي الحديدي بأوراق البلوط والسيوف والماس، مما جعله أكثر أعضاء فافن إس إس الحاصلون على الأوسمة والنياشين في الحرب. بعد الحرب، أصبح جيل نشطًا في هياج، وهي مجموعة ضغط ومنظمة مخضرمة أسسها أفراد سابقون رفيعو المستوى في فافن-إس إس في ألمانيا الغربية عام 1951.

## مهنته
خدم جيل في الحرب العالمية الأولى وحصل على الصليب الحديدي من الدرجة الأولى والثانية. انضم جيل إلى الحزب النازي وشوتزشتافل في عام 1931. في عام 1934 انضم إلى قوات الدعم القتالية شوتزشتافل. كقائد لكتيبة في فوج إس إس الخامس، شارك جيل في غزو بولندا وفي الحملة الغربية. في عام 1940 تم تعيينه كقائد فوج في فرقة إس إس بانزر فيكينج بقيادة فيليكس شتاينر.

## الجوائز
- الصليب الألماني في الذهب في 28 فبراير 1942 كأوبرفورر في فوج المدفعية إس إس 5 [6]
- وسام الفارس الصليبي الحديدي بأوراق البلوط والسيوف والماس
  - صليب الفارس في 8 أكتوبر 1942 كقائد لسلاح المدفعية الفوج 5 "Wiking" [7]
  - باوراق البلوط في 1 نوفمبر 1943 كقائد لقسم SS-Panzergrenadier-Wiking [7]
  - السيوف في 20 فبراير 1944 كقائد لقسم SS-بPanzergrenadier-Wiking [7]
  - بالماس في 19 أبريل 1944 كقائد لقوة SS-Panzer-Division "Wiking" الخامسة [7]

## روابط خارجية
- هربرت أوتو جيل على موقع مونزينجر (الألمانية)

### اقتباسات
1. 1 2 3  Dienstaltersliste der Schutzstaffel der NSDAP, Stand vom 1. Dezember 1936 (بالألمانية), 1. Dezember 1936, OCLC:6792109, QID:Q63098423 {{استشهاد}}: تحقق من التاريخ في: |publication-date= (help)
2. 1 2 3 4  Oorlogsbronnen | Herbert Gille، QID:Q110279963
3. 1 2 3  Nuremberg Trials Project (بالإنجليزية), QID:Q78909371
4. ↑  Nuremberg Trials Project (بالإنجليزية), QID:Q78909371
5. ↑  Braunbuch: Kriegs- und Naziverbrecher in der Bundesrepublik: Staat, Wirtschaft, Armee, Verwaltung, Justiz, Wissenschaft (بالألمانية), 1968, QID:Q108699834
6. ↑  Patzwall & Scherzer 2001.
7. 1 2 3 4  Scherzer 2007.

### قائمة المراجع
- Large، David Clay (1987). "Reckoning without the Past: The HIAG of the Waffen-SS and the Politics of Rehabilitation in the Bonn Republic, 1950–1961". The Journal of Modern History. University of Chicago Press. ج. 59 ع. 1: 79–113. DOI:10.1086/243161. JSTOR:1880378. مؤرشف من الأصل في 2022-04-23.
- Patzwall, Klaus D.; Scherzer, Veit (2001). Das Deutsche Kreuz 1941 – 1945 Geschichte und Inhaber Band II [The German Cross 1941 – 1945 History and Recipients Volume 2] (بالألمانية). Norderstedt, Germany: Verlag Klaus D. Patzwall. ISBN:978-3-931533-45-8.
- Scherzer, Veit (2007). Die Ritterkreuzträger 1939–1945 Die Inhaber des Ritterkreuzes des Eisernen Kreuzes 1939 von Heer, Luftwaffe, Kriegsmarine, Waffen-SS, Volkssturm sowie mit Deutschland verbündeter Streitkräfte nach den Unterlagen des Bundesarchives [The Knight's Cross Bearers 1939–1945 The Holders of the Knight's Cross of the Iron Cross 1939 by Army, Air Force, Navy, Waffen-SS, Volkssturm and Allied Forces with Germany According to the Documents of the Federal Archives] (بالألمانية). Jena, Germany: Scherzers Militaer-Verlag. ISBN:978-3-938845-17-2.
- "Rabble-Rousing General Is Worrying the Allies". Ottawa Citizen. 1952. مؤرشف من الأصل في 2020-03-26. اطلع عليه بتاريخ 2015-12-02.
- "Hitler's Guard Cheers Ex-chief". Sarasota Herald-Tribune. 1952. مؤرشف من الأصل في 2020-03-26. اطلع عليه بتاريخ 2015-12-02.

| مناصب عسكرية    | مناصب عسكرية                | مناصب عسكرية    |
| --------------- | --------------------------- | --------------- |
| سبقه {{{سبقه}}} | {{{العنوان}}} {{{الأعوام}}} | تبعه {{{تبعه}}} |
| سبقه {{{سبقه}}} | {{{العنوان}}} {{{الأعوام}}} | تبعه {{{تبعه}}} |